# Hugo Curto
Hugo Omar Curto (Zavalía, 22 de agosto de 1938) es un político argentino afiliado al Partido Justicialista. Fue intendente del partido de Tres de Febrero desde el 10 de diciembre de 1991 al 10 de diciembre de 2015. Curto fue considerado uno de los intendentes más longevos al retener la intendencia de Tres de Febrero durante seis períodos consecutivos.[cita requerida]

## Trayectoria
Su infancia en un hogar lo encontró trabajando desde los 12 años. Estudió en el colegio William C. Morris. En su juventud logró trasladarse con su familia a Villa Bosch donde la actividad industrial le permitió acceder a un trabajo en relación de dependencia primero en la empresa Leasel y luego en FIAT donde inició su actividad gremial. Fue Tesorero de la Unión Obrera Metalúrgica (UOM) en 1983 e integrante de la Confederación General del Trabajo (CGT) y de las 62 Organizaciones Peronistas en su región y a nivel nacional durante la dictadura militar. En 1983 logró presidir el Partido Justicialista de su distrito.
Fue diputado nacional durante el período 1987-1991 ocupando la vicepresidencia del bloque.[cita requerida]
Fue elegido intendente por primera vez en 1991, ha sido reelecto para ocupar el cargo en las elecciones celebradas en 1995, 1999, 2003, 2007 y 2011. En los últimos años, a pesar de su apoyo a Nestor Kirchner y Cristina Fernández, se lo sigue vinculando a Eduardo Duhalde. 
El 25 de octubre de 2015, Curto perdió las elecciones para intendente del partido de Tres de Febrero frente al candidato por Cambiemos, Diego Valenzuela, y, de este modo, finalizó su mandato de 24 años consecutivos luego de su suceso.

En 1995, durante su gestión, abrió las puertas la Universidad Nacional de Tres de Febrero.
Y el distrito fue declarado "capital provincial del deporte" debido a la gestión realizada en los Centros Deportivos Municipales 1 y 2, y la puesta en marcha del Ce.De.M 4.